# Prefectura Hokkaidō
Hokkaidoⓘ (北海道 Hokkaidō?, „Calea Mării de Nord”) este o prefectură specială a Japoniei, situată pe insula omonimă din nordul arhipelagului japonez, Hokkaidō. După suprafață, Hokkaidō este cea mai mare prefectură a Japoniei. Capitala prefecturii și cel mai mare oraș de pe insulă și respectiv din prefectură este Sapporo.

## Geografie

### Municipii
Prefectura cuprinde 35 localități cu statut de municipiu (市):
| - Abashiri - Akabira - Asahikawa - Ashibetsu - Bibai - Chitose - Date - Ebetsu - Eniwa | - Fukagawa - Furano - Hakodate (centrul prefectural) - Hokuto - Ishikari - Iwamizawa - Kitahiroshima - Kitami - Kushiro | - Mikasa - Monbetsu - Muroran - Nayoro - Nemuro - Noboribetsu - Obihiro - Otaru - Rumoi | - Sapporo - Shibetsu - Sunagawa - Takikawa - Tomakomai - Utashinai - Wakkanai - Yūbari |